# はずめ!イエローボール
『はずめ!イエローボール』は、1987年4月10日から同年9月25日まで関西テレビで放送されたテレビドラマ。阪急ドラマシリーズ枠で放送された学園スポーツドラマで「チャレンジシリーズ」第4弾にあたる。全25話。
ロケ地は宝塚市内、西宮市内が中心だが、19話では神戸市内の三宮駅の高架下でもロケが行われている。

## あらすじ
双葉学園中学校に入学した藤倉亜子は、明るく元気な女の子。二年生の姉・真子はテニス部で活躍していたが試合中に転倒し足を負傷。医師の診断で完治までの2 - 3年、テニスを禁じられてしまった。すっかり塞ぎこんでしまった真子を元気づけようと亜子はテニス部に入り、姉の果たせなかったライバル打倒を誓う。

## キャスト
- 藤倉亜子 - 増田未亜

このドラマのヒロイン。お調子者な性格から「のりのりアコ」とも呼ばれる。
- 藤倉真子 - 小久保綾

亜子の姉。学業は優秀で、テニス部でも久美子とエースの座を争う。
- 仁科久美子 - 池田智美

3年生でテニス部のエース。自他ともに厳しく、滅多に笑顔を見せない。
- 須貝安子 - 元谷久美

亜子の小学校時代からの友人。あだ名は「（おしゃべり）ヤッコ」。
- 谷順平 - 清水善三

亜子の担任で、テニス部の顧問を務める。
- 藤倉和子 - 沢井桂子

亜子の母。
- 藤倉信夫 - 渡辺篤史

亜子の父。

## スタッフ
- 撮影：久保久雄
- 照明：竹山直行
- 美術：福田弘
- 録音：竹中直
- 編集：山口喜義
- 整音：松下薫
- 音効：湯浅重雄
- 記録：岡崎洋子
- 計測：藤戸嘉文
- 製作主任：高山徳太
- 製作進行：大北晴四郎
- 演技事務：下田武応
- 助監督：平間厚
- 衣裳デザイン：立亀長三
- メーク：堺かつら
- 現像：IMAGICA
- テニス用品協力：阪急イングス、株式会社ダンロップテニス

## 音楽
主題歌「Boom Boom」
作詞：ROBERTO TURATTI・THOMAS BEECKER HOOKER、日本語訳・高柳恋
作曲：MICHELE CHIEREGATO、RICCARDO BALLERINI、STEFANO MONTIN
編曲：船山基紀
歌：spinning Dee-Dee（キャニオンレコード）
ポール・レカキス楽曲のカバー。

## 放送日程
| 話数 | 放送日         | サブタイトル            |
| ---- | -------------- | ----------------------- |
| 1    | 1987年 4月10日 | のりのりアッコ          |
| 2    | 4月17日        | テニスなんて大キライ!   |
| 3    | 4月24日        | 私が言うワ!             |
| 4    | 5月1日         | 私は!テニス部員         |
| 5    | 5月8日         | 引き裂かれたガット!     |
| 6    | 5月15日        | 立て!マコ姉ちゃん       |
| 7    | 5月22日        | 残された勝負!           |
| 8    | 5月29日        | 私はコーチ!             |
| 9    | 6月5日         | 七回目の願い!           |
| 10   | 6月12日        | ラケットが消えた!       |
| 11   | 6月19日        | のびろ!5センチ!         |
| 12   | 6月26日        | 困った放送記者!         |
| 13   | 7月3日         | ビショぬれアッコ        |
| 14   | 7月10日        | 投書と指きり!           |
| 15   | 7月17日        | 二人だけの新人戦        |
| 16   | 7月24日        | 友情・ポイッ!?          |
| 17   | 7月31日        | 取り上げられたラケット! |
| 18   | 8月7日         | マル秘トレーニング!     |
| 19   | 8月14日        | 秘密のガット!           |
| 20   | 8月21日        | 胸をねらえ!             |
| 21   | 8月28日        | ルーキーはつらいよ!     |
| 22   | 9月4日         | アコ・ピンチ!           |
| 23   | 9月11日        | 約束!                   |
| 24   | 9月18日        | 汗・何リッター?         |
| 25   | 9月25日        | 私は勝つワ!             |

## 放送局
| 放送期間                                        | 放送時間                              | 放送局     | 対象地域   | 備考   |
| ----------------------------------------------- | ------------------------------------- | ---------- | ---------- | ------ |
| 1987年4月10日 - 9月25日                         | 金曜 19:00 - 19:30                    | 関西テレビ | 近畿広域圏 | 制作局 |
| 1987年5月9日 - 9月26日 1987年10月3日 - 10月24日 | 土曜 06:30 - 07:00 土曜 06:00 - 06:30 | フジテレビ | 関東広域圏 |        |